# Stade Robert Diochon
El Stade Robert Diochon es un estadio de fútbol ubicado en la ciudad de Le Petit-Quevilly, cerca de Rouen, en el departamento de Sena Marítimo, región de Normandía, Francia. Es el campo de los clubes Football Club Rouen y Union sportive Quevilly-Rouen Métropole.

## Historia
Inaugurado en 1917, es el estadio del FC Rouen. En 1953, el lugar pasó a llamarse así en honor a Robert Diochon, cofundador del club y presidente del club durante 47 años, desde 1906 hasta 1953.
El estadio ofrece actualmente 12.018 asientos. El récord de asistencia se estableció el 10 de abril de 1977 en el partido FC Rouen contra el AS Saint-Étienne (1-1) por los octavos de final de la Copa de Francia 1976-77, al que asistieron 23.532 espectadores. Debido a las nuevas normas de seguridad en la temporada 2003-04, las gradas detrás de las porterías tuvieron que ser demolidas y reemplazadas por gradas de acero tubular.
El US Quevilly juega sus partidos de local en el Stade Robert Diochon ya que el Stade Amable-et-Micheline-Lozai no cumple con los requisitos de la Ligue 2.